# Escala Internacional de Símptomes Prostàtics
L'Escala Internacional de Símptomes Prostàtics, també coneguda per l'abreviatura IPSS (de la seva denominació en anglès: International Prostate Symptom Score), és un qüestionari escrit amb 8 preguntes (7 de símptomes + 1 de qualitat de vida) utilitzat per detectar, facilitar el diagnòstic i fer un seguiment dels símptomes de la hiperplàsia benigna de pròstata (HBP). Creada el 1992 per l'Associació Americana d'Urologia, i que originalment no tenia la pregunta de la repercussió en la qualitat de vida.
| Puntuació | Correlació                |
| --------- | ------------------------- |
| 0-7       | Lleugerament simptomàtica |
| 8-19      | Moderadament simptomàtica |
| 20-35     | Severament simptomàtica   |

Les 7 preguntes inclouen símptomes de sensació de buidatge incomplet de la bufeta, freqüència, intermitència, urgència i esforç en la micció, presència de raig feble i nictúria, durant l'últim mes, amb una puntuació de l'1 al 5 per a cada pregunta (amb un màxim total de 35 punts). La vuitena pregunta de la qualitat de vida se li assigna una puntuació d'1 a 6.
La IPSS va ser dissenyada per ser autoadministrada pel pacient. Per tant, utilitzada en les consultes d'urologia i pels metges d'atenció primària. A més, la IPSS es pot realitzar repetidament per comparar la progressió dels símptomes i la seva gravetat al llarg de mesos i anys.
A més de completar el diagnòstic i traçar progressió de la IBP, la IPSS és eficaç per ajudar a determinar el tractament per als pacients.